# Caprarica di Lecce
Caprarica di Lecce es una localidad italiana de la provincia de Lecce, región de Puglia, con 2.607 habitantes.

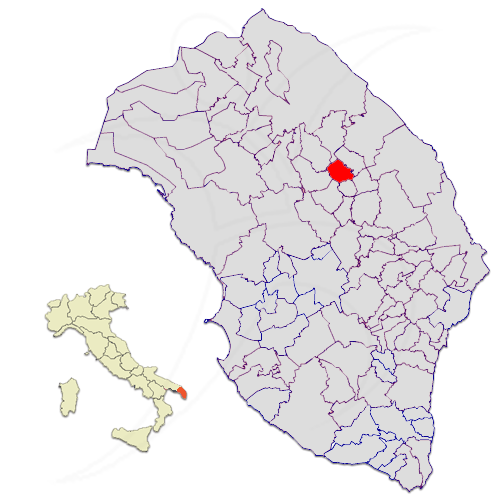
Ubicación de la ciudad de Caprarica di Lecce dentro de la provincia de Lecce.

## Evolución demográfica
| Gráfica de evolución demográfica de Caprarica di Lecce entre 1861 y 2001 |
|                                                                          |
| Fuente ISTAT - elaboración gráfica de Wikipedia                          |